# Liselund (Møn)
 For alternative betydninger, se Liselund. (Se også artikler, som begynder med Liselund)
Liselund er en lille bebyggelse i Magleby Sogn på Møn.
Liselund er kendt for Liselund Park og Liselund Slot. Parken blev anlagt i årene op til 1792 og indviet i 1792 af kammerherre og amtmand Antoine Bosc de la Calmette i kærlighed til hustruen Anna Catherine Elisabeth Iselin, kaldt Lise, som han var blevet gift med i 1777. Han havde arvet Marienborg på Vestmøn og købt området, hvor parken nu ligger, og som var den nordlige del af Klinteskoven, i 1783.
Liselund ligger i Vordingborg Kommune og tilhører Region Sjælland.